# Eusyllis fragilis
Eusyllis fragilis är en ringmaskart som först beskrevs av Webster 1879.  Eusyllis fragilis ingår i släktet Eusyllis och familjen Syllidae. Inga underarter finns listade i Catalogue of Life.